# Electronic Punks
Electronic Punks (с англ. — «Электронные панки») — видеоальбом британской электронной группы The Prodigy, выпущенный в формате VHS 15 октября 1995 года. В компиляции представлены видеоклипы, живые выступления и репетиции. Долгое время «Electronic Punks» транслировался на локальных и международных версиях MTV, включая российский, и распростронялся на VHS как официально, так и пиратскими копиями. В данный момент находится в свободном доступе в различных видеохостингах.
За время своего распространения и трансляции на телевидении, видеоальбом удостоился 3 строчки в чарте UK music video.

## Производство
Альбом представляет собой монтаж из клипов, живых выступлений, бэкстейджей, а так же досуговых и документальных съемок при производстве видеоклипов и американского тура. Концерты были записаны в клубах The Apollo (Манчестер), DeMontford Hall (Лестер), Town Country (Лидс) и Brighton Center (Брайтон) во время турне The Poison Tour. 
В фильме представлены два официально не изданных трека - «We Eat Rhythm» и «Rock and Roll».
В конце записи, после финальных титров показывается, фактически, отдельный документальный фильм о производстве видеоклипа на песню Poison.
Electronic Punks - первый релиз группы, где в качестве логотипа которой используется муравей.

## Список композиций
1. «Voodoo People»
2. «Rock and Roll» (Live)
3. «Out of Space»
4. «Break and Enter 95» (Live)
5. «One Love»
6. «Their Law» (Live)
7. «Wind It Up» (The Rewound Edit)
8. «Voodoo People» (Live)
9. «Poison»
10. «No Good (Start the Dance)» (Live)
11. «Charly»
12. «Poison» (Live)
13. «Everybody in the Place»
14. «Rhythm of Life» (Live)
15. «No Good (Start the Dance)»
16. «Molotov Bitch» (Closing Credits)
17. «We Eat Rhythm» (Copyright Notice + Closing Credits)

## Дистрибуция
Длительность: 1 час, 35 минут
Лицензия XL Recordings (Европа; только VHS): XLV 017

Лицензия XL Recordings (Австралия; только VHS): 200647 2

Лицензия Avex Trax (Япония, только VHS): AVVD 90017

Лицензия Feelee (Россия, только VHS): FF001

Лицензия Ministry of Sound (США, только VHS): 89889